# Уэлд, Теодор Дуайт
Теодор Дуайт Уэлд (англ. Theodore Dwight Weld; 23 ноября 1803 — 3 февраля 1895) — один из основателей американского аболиционистского движения в период его становления с 1830 по 1844 год, выступавший в роли писателя, редактора, оратора и организатора. Он наиболее известен как соавтор книги «Американское рабство как оно есть: показания тысячи свидетелей», опубликованной в 1839 году. Гарриет Бичер-Стоу частично основывала «Хижину дяди Тома» на тексте Уэлда. Уэлд оставался преданным аболиционистскому движению до тех пор, пока рабство не было отменено тринадцатой поправкой к Конституции США в 1865 году. В 1838 году он женился на известной стороннице прав женщин Анжелине Гримке.
По словам Лаймана Бичера, отца Гарриет Бичер-Стоу, Уэлд был «красноречив, как ангел, и могущественен, как гром».
В 1950 году Уэлд был описан как «совершенно неизвестный большинству американцев»:
Его безвестность была его собственным выбором. Уэлд никогда не принял бы руководящей или почётной должности в какой-либо антирабовладельческой организации. Он отказывался выступать на антирабовладельческих съездах или годовщинах, или даже посещать их, если мог этого избежать. Он избегал городов и предпочитал работать в сельской местности, где газет было мало, а о его деятельности редко сообщалось, за исключением журналов, посвящённых аболиционизму. Его произведения публиковались анонимно, и он вообще редко позволял публиковать содержание своих речей или писем с мест служения
.